# Districtul Pirot
Districtul Pirot (în sârbă Пиротски округ (Pirotski okrug) este o unitate administrativ-teritorială de gradul I a Serbiei. Reședința sa este orașul Pirot. Cuprinde 4 comune care la rândul lor sunt alcătuite din 214 de localități (4 orașe și 210 sate).

## Comune
- Bela Palanca
- Pirot
- Babușnița
- Dimitrovgrad